# Инле
Инле (бирм. အင်းလေးကန်) — пресноводное озеро на юге штата Шан в составе Мьянмы.
На островах и берегу озера находится 17 деревень народности интха. Дома построены на сваях. Всего на озере живёт 70000 человек.
Население выращивает овощи, фрукты, цветы. Характерно использование «плавающих огородов» — островов, базирующихся на плодородной болотной массе, которую прикрепляют ко дну острыми шестами.
Через болотистые берега проведены узкие каналы, по которым проходят лодки-плоскодонки и каноэ.
С 1985 озеро объявлено зоной защиты птиц.
К озеру примыкает город Ньоншуэ, связанный с ним каналом.
Озеро и прилегающие к нему территории являются одной из главных туристических достопримечательностей Мьянмы.

## Достопримечательности
- Йвана — посёлок в глубине озера между протоками. Около него организован плавучий базар, где продаются ремесленные изделия, ткани, серебряные украшения, резьба по дереву и прочие товары.
- Пхаунг-До-У — пагода, в которой хранятся пять реликвий — статуй Будды, которые во время ежегодного праздника на королевской ладье возят вдоль озера по всем деревням.
- Монастырь Нга-Пхе-Чьяунг которому 160 лет. Называется также монастырём прыгающих кошек, так как по традиции монахи обучают здесь кошек прыгать на большую высоту. Знаменит деревянными статуями и резьбой по дереву.

## Галерея

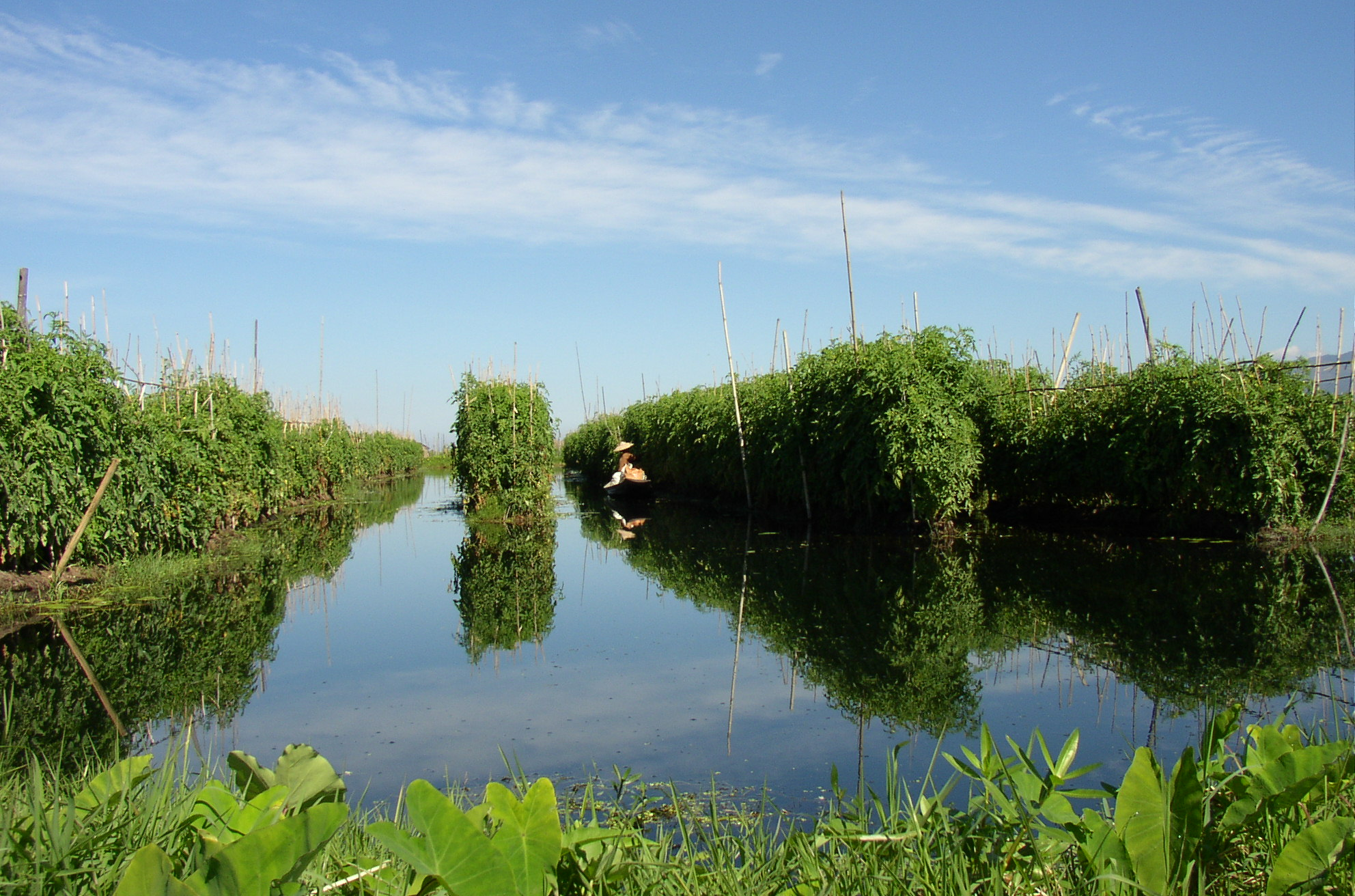
Плавающий огород
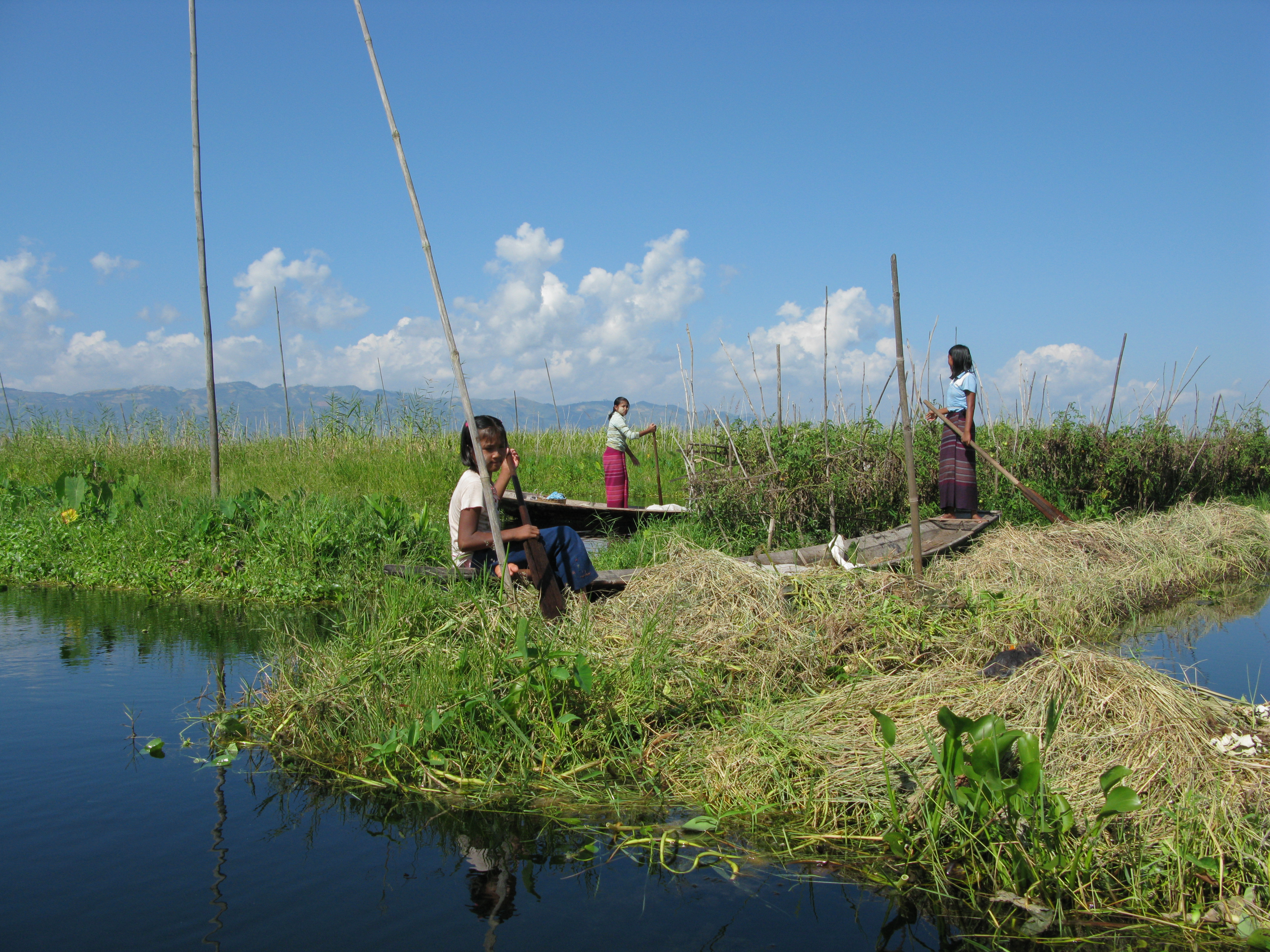
Огороды
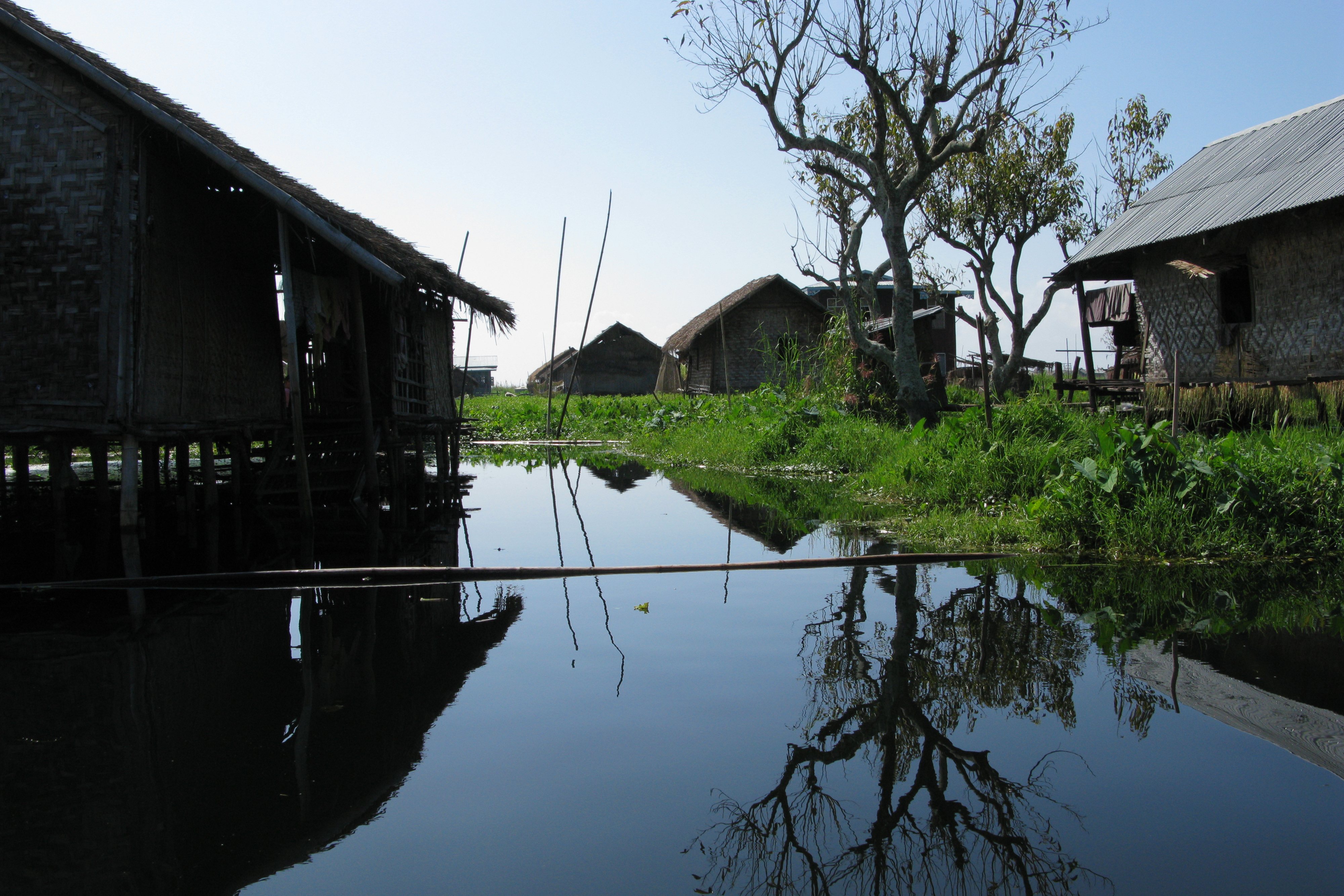
Бамбуковые дома на озере
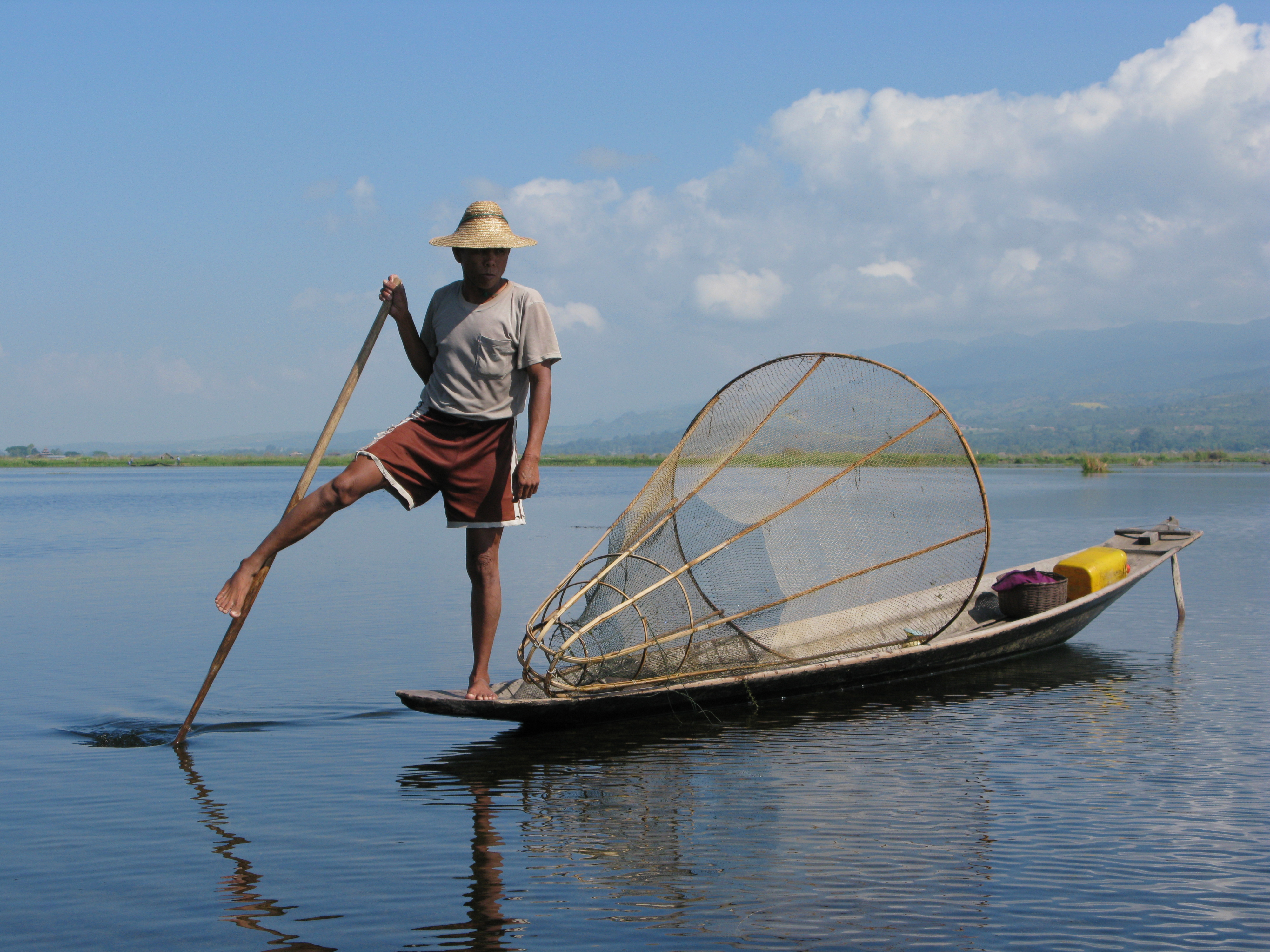
Рыбак на озере Инле
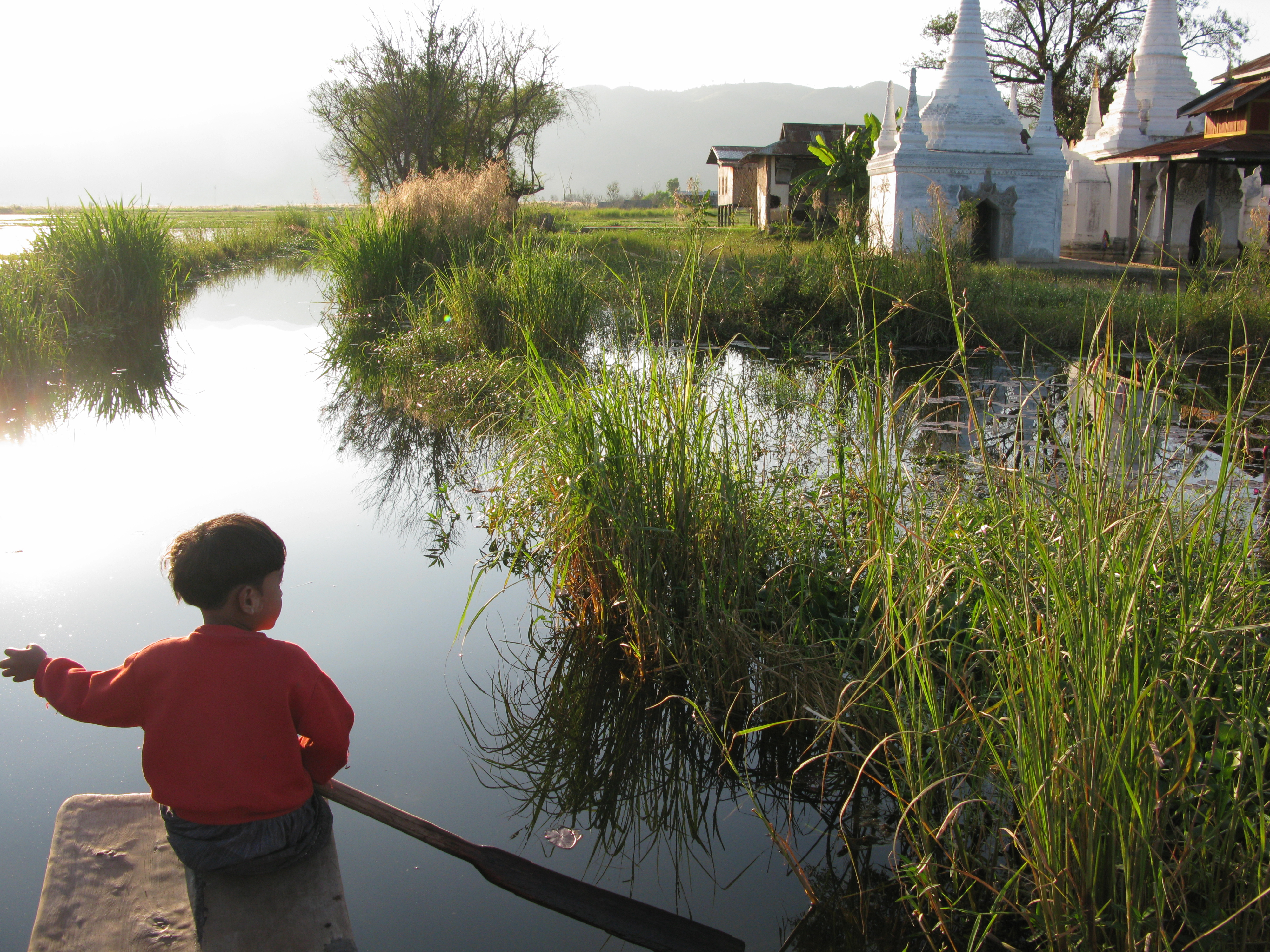
Берег
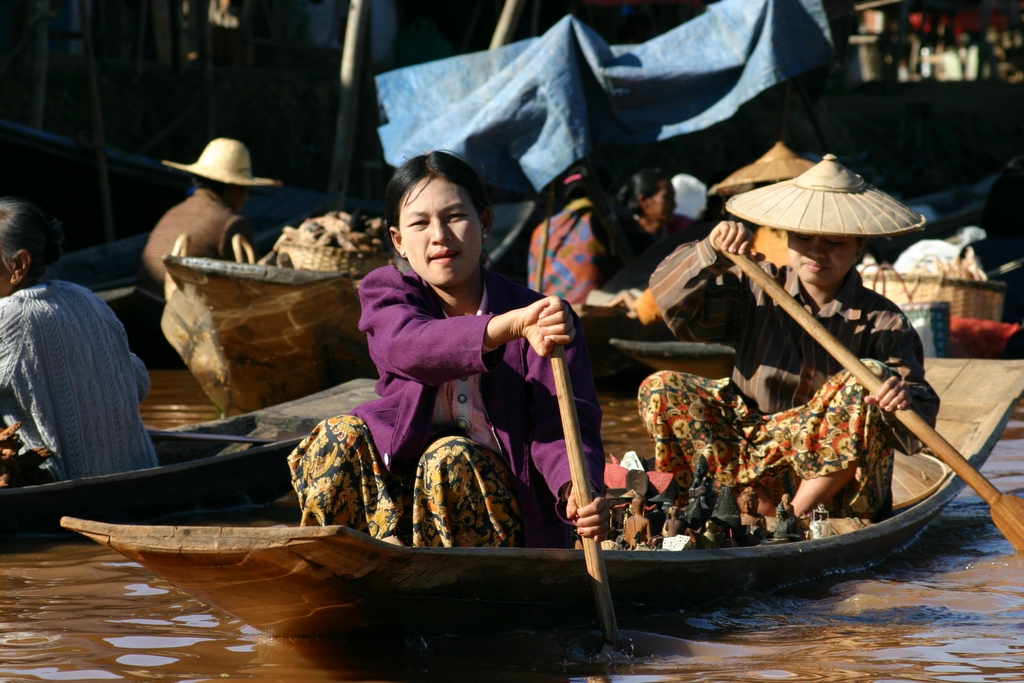
Плавучий базар на озере Инле